# Kabelski kopač
Kabelski kopač, tudi kabelski ekskavator (angleško dragline excavator) je kopač za kopanje velikih količin materila. Uporabljajo se v odprtih kopih ali pri velikih civilnih gradbenih projektih, kot so gradnja cest, pristanišč, vodnih kanalov in drugje.
Obstajata dva kategoriji: manjši in lažji, ki se jih lahko transportira na tovornjakih in se uporabljajo na srednje velikih gradbenih projektih. Proizvajalci takih ekskavatorjev so Linkbelt in Hyster. 
Precej večji kopači se uporabljajo v dnevnih kopih. Ti so zgrajeni na mestu uporabe in so eni izmed največjih kopenskih vozil. Masa znaša od 8.000 ton pa do največ okrog 13.000 ton. Uporabljajo se za odstranjevanje zgornjih plasti zemlje ter kopanje rud in v zadnjem času tudi za kopanje naftnega peska. Proizvajalec takih kopačev je Bucyrus. Moč za delovanje zagotavlja dizelski motor oz. električno omrežje z napetostjo 13.800 V. Veliki kabelski kopači lahko stanejo US $50–100 milijonov. Vedro ima po navadi kapaciteto od 30 do 100 kubičnih metrov, največji so imeli kapaciteto celo 168 kubičnih metrov. Doseg kopača je od 45 do 100 metrov. Kopač s 55 m3 zajemalko lahko porabi do 6 MW moči.

## Delovanje
Zajemalka (vedro) se postavi nad material, ki se ga koplje. Zajemalka se potem spusti in drug kabel (horizontalni) povleče zajemalko po tleh, da se napolni. Potem se zajemalka dvigne in kabel nagne zajemalko, tako da lahko spusti material na želeno mesto.  Premikajo se z gosenicami ali s hidravličnimi nogami.